# Earcandy Six
Earcandy Six är ett studioalbum från 1995 av den svenska hårdrocksgruppen Black Ingvars. Albumet är gruppens debutalbum.

## Låtlista
1. De sista ljuva åren - 4:02
2. Inget stoppar oss nu - 3:50
3. Två mörka ögon - 3:07
4. Gråt inga tårar - 3:25
5. Tiotusen röda rosor - 3:44
6. Mitt eget Blue Hawaii - 3:33
7. Eloise - 3:36
8. Leende guldbruna ögon (Beautiful, Beautiful Brown Eyes) - 3:04
9. Dra dit pepparn växer - 4:49
10. Flamingomedley - 3:41
  1. Hon är sexton år idag (Happy Birthday Sweet Sixteen)
  2. Kärleksbrev i sanden (Love Letters in the Sand)
  3. Tintarella di luna
  4. Nu är det lördag igen (Another Saturday Night)
  5. Eviva España
11. I natt är jag din - 3:39

## Listplaceringar
| Lista (1995) | Topplacering |
| ------------ | ------------ |
| Norge        | 26           |
| Sverige      | 5            |

### Fotnoter
1. ↑  ”Earcandy Six”. Svensk mediedatabas. 11 augusti 1995. Arkiverad från originalet den 11 november 2013. https://web.archive.org/web/20131111193446/http://smdb.kb.se/catalog/id/001507802. Läst 15 november 2014.
2. ↑  ”Earcandy Six”. Norwegiancharts. 11 augusti 1995. http://norwegiancharts.com/showitem.asp?interpret=Black+Ingvars&titel=Earcandy+6&cat=a. Läst 15 november 2014.
3. ↑  ”Earcandy Six”. Swedishcharts. 11 augusti 1995. http://www.swedishcharts.com/showitem.asp?interpret=Black+Ingvars&titel=Earcandy+6&cat=a. Läst 15 november 2014.